# Clerkenwell
Clerkenwell – dzielnica Londynu, w Wielkim Londynie, leżąca w gminie Islington. Leży 1,7 km od centrum Londynu. W 2011 roku dzielnica liczyła 11 490 mieszkańców.
Weteran powstania listopadowego, Lucjan Plater w kościele St. James w Clerkenwell zawarł w dniu 13 X 1836 r. związek małżeński z Charlottą Price Duffus (1813-1885; synem jej kuzynki był Thomas Hardy), córką plantatora z Indii Zachodnich. Ślubu udzielał brat Charlotty – John Duffus.